# Liubîme, Sverdlovsk
Liubîme (în ucraineană Любиме) este un sat în comuna Novoborovîți din raionul Sverdlovsk, regiunea Luhansk, Ucraina.

## Demografie
Componența lingvistică a localității Liubîme
     Ucraineană (85,06%)
     Rusă (14,94%)
Conform recensământului din 2001, majoritatea populației localității Liubîme era vorbitoare de ucraineană (85,06%), existând în minoritate și vorbitori de rusă (14,94%).